# Eén land, twee systemen
"Eén land, twee systemen" is een grondwettelijk principe bedacht door Deng Xiaoping, de leider van de Volksrepubliek China, voor de hereniging van China in de vroege jaren tachtig. Hij stelde een een-Chinabeleid voor, waarin individuele regio's zoals Macau en Hongkong hun eigen economische en bestuurlijke systemen mogen behouden, terwijl de rest van de Volksrepubliek China (of simpelweg "China") het socialisme met Chinese karakteristieken gebruikt. Onder dit principe kunnen beide regio's de eigen regeringssystemen met wettelijke, economische en financiële aangelegenheden hebben, inclusief buitenlandse betrekkingen.

## Achtergrond in de context van Hongkong
Hongkong was een kolonie van het Verenigd Koninkrijk, geregeerd door een Gouverneur gedurende 156 jaar vanaf 1841. Vier jaar lang was het echter bezet door Japan tijdens de Tweede Wereldoorlog. In 1997 is Hongkong weer overhandigd aan China. China moest echter wel een aantal voorwaarden accepteren, die benoemd worden in de Chinees-Britse gezamenlijke verklaring. Daarin is onder andere opgenomen dat er een mini-grondwet opgesteld moest worden voor Hongkong voordat het overhandigd zou worden. Deze basiswet verzekert dat Hongkong haar kapitalistische economische systeem en haar eigen munteenheid (de Hongkongse dollar), wettelijk systeem, wetgevend systeem en rechten en vrijheden van de mensen nog 50 jaar lang zou behouden, als een speciale bestuurlijke regio (SAR) van China. Omdat deze afspraak pas in 2047 afloopt, heeft Hongkong de mogelijkheid gehad om in veel internationale situaties een eigen entiteit te vormen, in plaats van onderdeel te zijn van China. Bijvoorbeeld bij de Olympische Spelen, of bij de Wereldhandelsorganisatie.
De Chinese renminbi is geen wettelijk betaalmiddel in Hongkong. Ook is de Hongkongse dollar geen wettelijk betaalmiddel in China. Door de gezamenlijke verklaring is een visum of toestemming nodig om de grens te passeren tussen Hongkong en China. Mensen in Hongkong hebben meestal een Hongkong (SAR) paspoort, in plaats van een Chinees paspoort. De officiële talen in Hongkong en de koloniale geschiedenis zijn belangrijke factoren waarmee Hongkong zich onderscheidt van China. In China is de officiële voertaal Mandarijn en in Hongkong zijn de officiële talen Kantonees en Engels. De regering van China heeft controle over de buitenlandse zaken van Hongkong en ook over de interpretatie van de basiswet. Het laatste heeft voorstanders van democratie en sommige andere inwoners van Hongkong laten denken dat Hongkong nooit een echt algemeen kiesrecht, zoals beloofd in de basiswet, heeft gehad, omdat China de Chief Executive uit een lijst namen selecteert (een nomenklatoera). Ook mogen enkel hoge regeringsfunctionarissen stemmen. Dit heeft in 2014 geleid tot de "paraplu-beweging" en massademonstraties. Ook in 2019 zijn er massademonstraties (1,7 miljoen demonstranten op 11 en 18 augustus) uitgebroken. Terwijl de demonstraties aan het begin gingen om protest tegen een uitleveringswet, zijn de demonstraties geleidelijk uitgegroeid tot demonstraties voor het algemeen kiesrecht, en wordt het aftreden van Carrie Lam, de Chief Executive, geëist.

## Hongkong en Macau

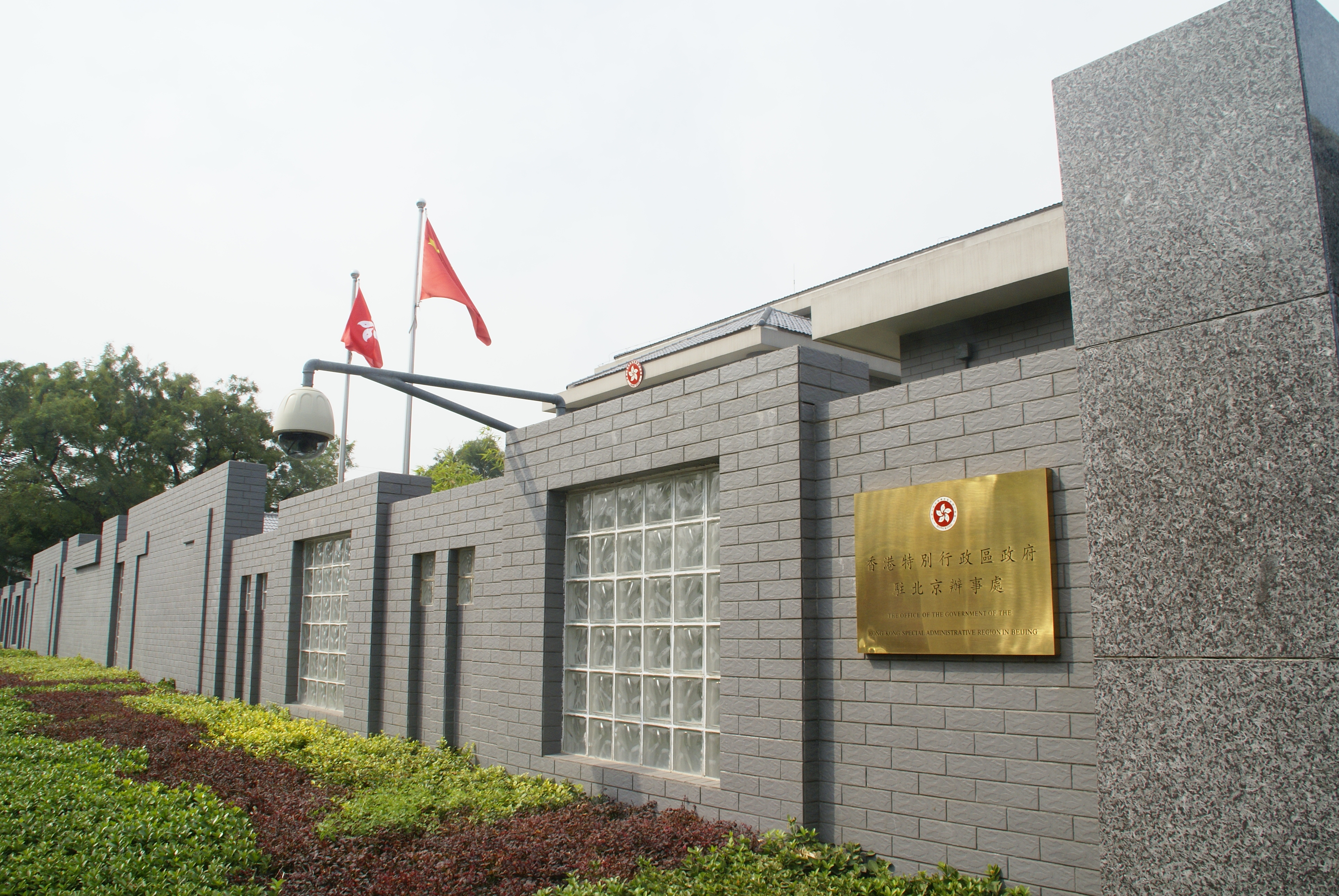
Kantoor van de SAR-regering van Hongkong in Peking

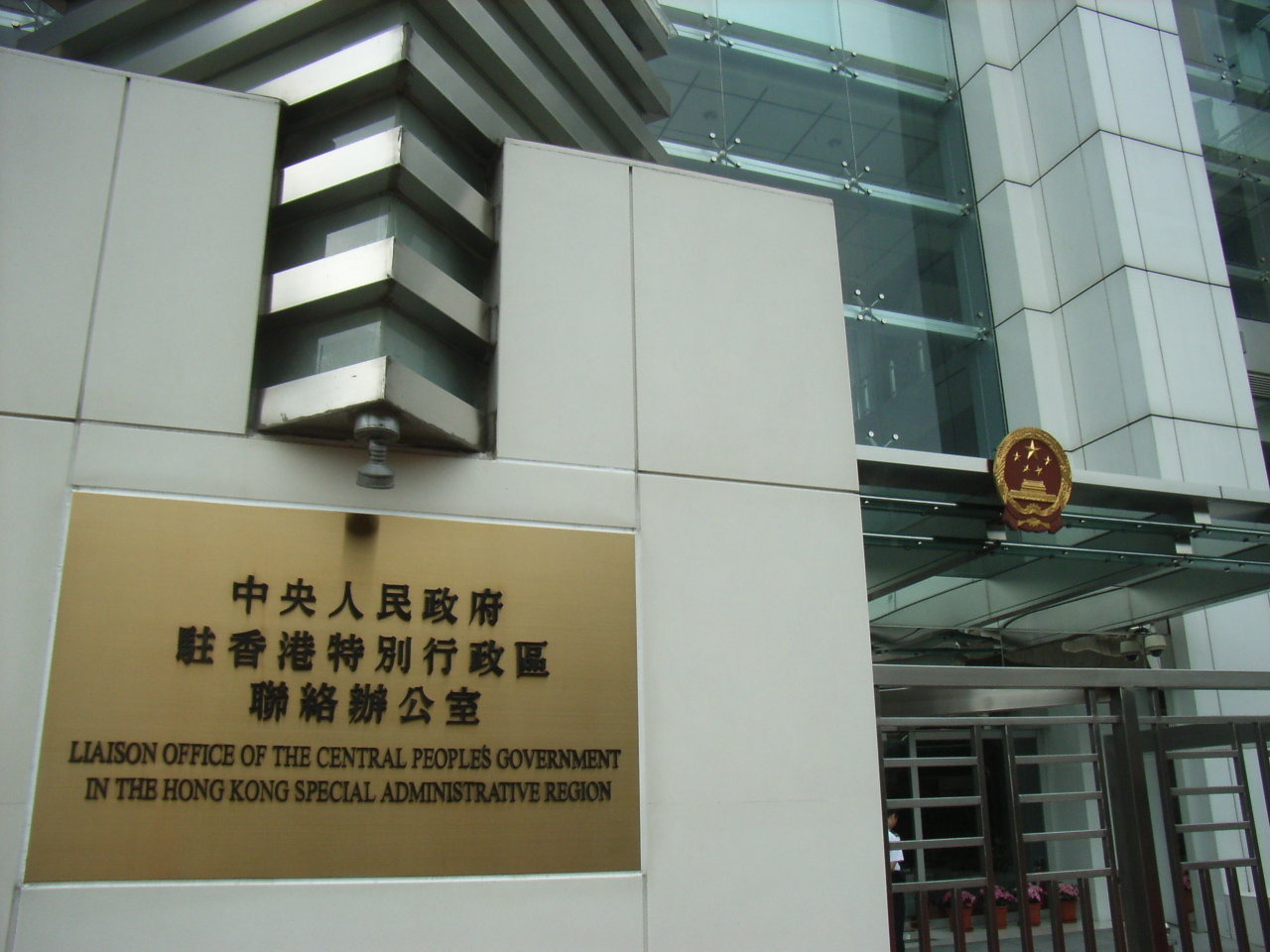
Kantoor van de Chinese regering in de SAR Hongkong

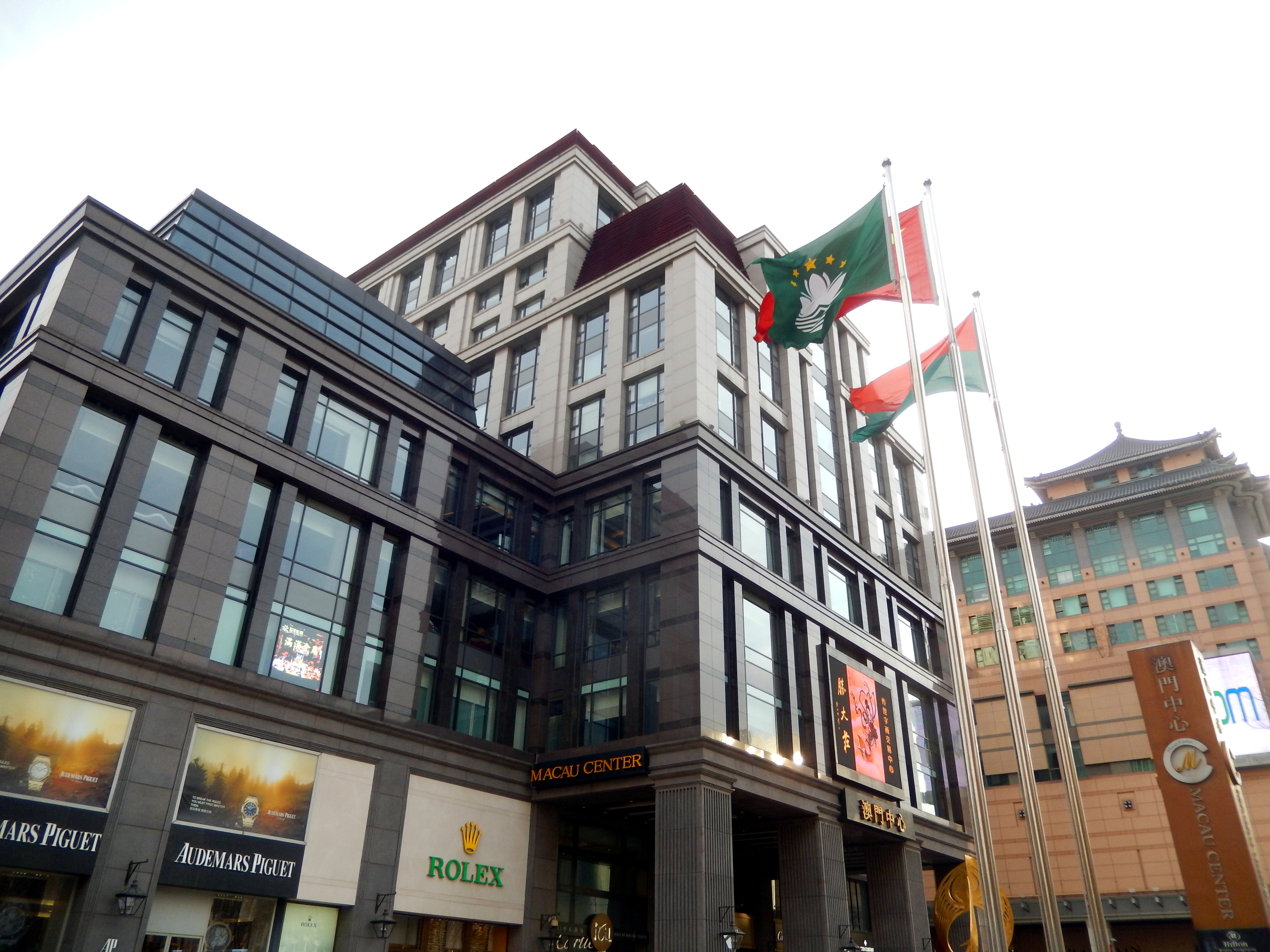
Kantoor van de SAR=regering Macau in Peking

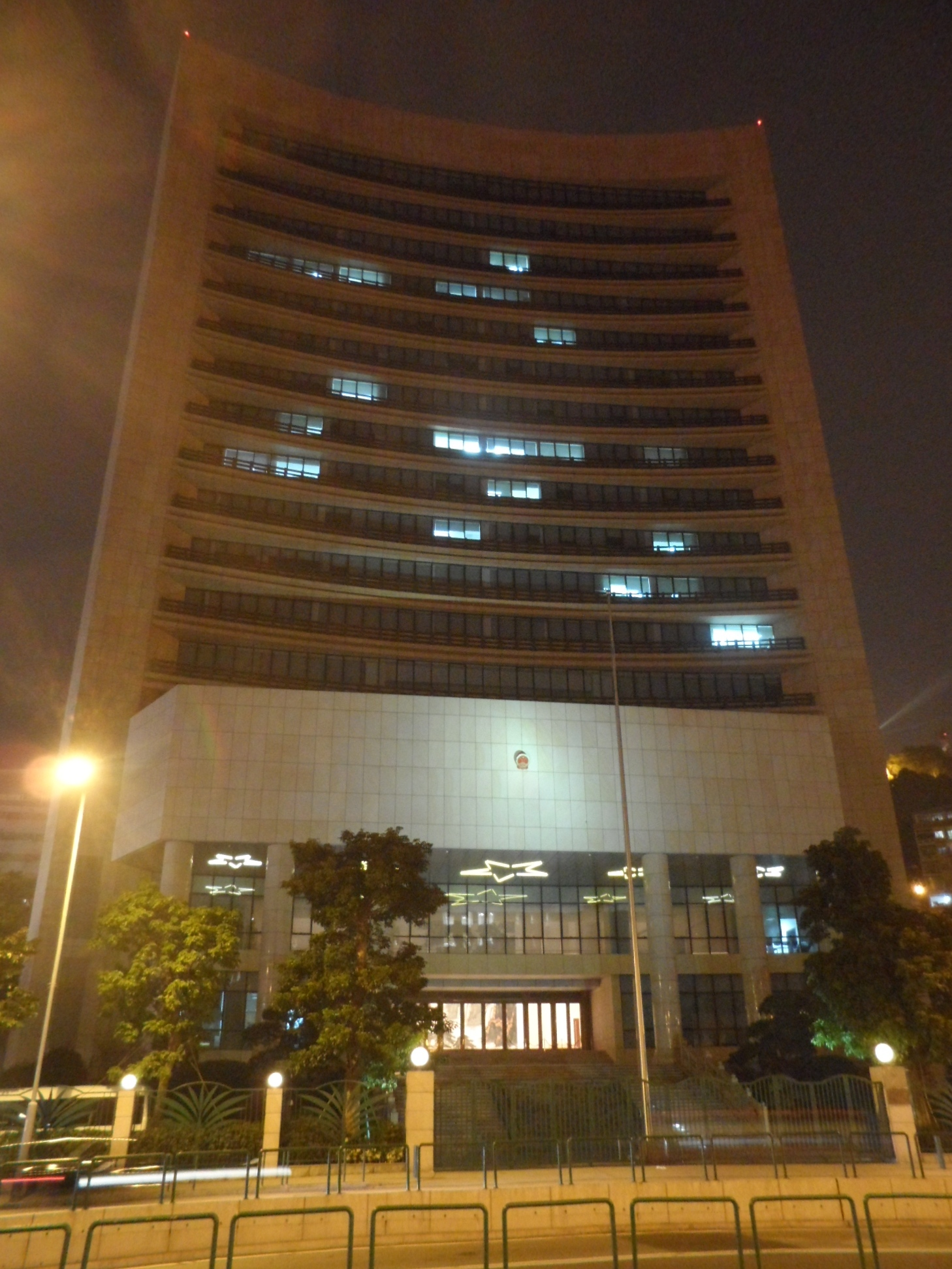
Kantoor van de Chinese regering in Macau SAR

Deng Xiaoping stelde tijdens de onderhandelingen met de Britse premier Margaret Thatcher voor om het "één land, twee systemen"-principe op Hongkong toe te passen wanneer de pacht van de New Territories aan het Verenigd Koninkrijk in 1997 zou aflopen. In gesprekken met Portugal werd voorgesteld om dit principe ook van toepassing te verklaren op Macau.
Het principe houdt in dat Hongkong en Macau, ondanks het feit dat China socialistisch is, voor een duur van ten minste vijftig jaar na hun hereniging met China hun bestaande systemen en hoge mate van autonomie behouden. Wat na 2047 in Hongkong en na 2049 in Macau zal gebeuren is nooit publiekelijk gezegd.
Artikel 5 van de basiswet van de Speciale bestuurlijke regio Hongkong luidt: 
The socialist system and policies shall not be practised in the Hongkong Special Administrative Region, and the previous capitalist system and way of life shall remain unchanged for 50 years.
De oprichting van deze twee zogenaamde Speciale Administrative Regio's (SARs) is toegestaan door artikel 31 van de grondwet van China, waarin is bepaald dat de staat wanneer nodig SARs mag oprichten, en dat de systemen die daar ingesteld worden moeten zijn voorgeschreven in een door het Nationaal Volkscongres aangenomen wet, in het licht van de speciale voorwaarden.
De Speciale bestuurlijke regio's Hongkong en Macau zijn opgericht op respectievelijk 1 juli 1997 en 20 december 1999, direct nadat China de soevereiniteit over de regio's overnam.

### Raamwerk
Hongkong en Macau zijn verantwoordelijk voor hun eigen interne aangelegenheden, zoals immigratie, douane, uitlevering, en rechtspraak. Een belangrijke uitzondering op de regels van China is dat Hongkong en Macau de eigen taal (Kantonees) en het eigen schrift (traditioneel Chinees) mogen blijven gebruiken in het openbaar onderwijs en radio- en televisie-omroepen. De rest van China hanteert Mandarijn en het vereenvoudigd Chinees schrift. De diplomatieke betrekkingen en de militaire verdediging van de regio's is echter de verantwoordelijkheid de Centrale Volksregering in Peking.
Hongkong is het Engelse common law-systeem blijven gebruiken, en Macau het Portugese continentale recht.

### Uitvoering
In Hongkong is het systeem uitgevoerd via de basiswet van het gebied, in vereniging met de Chinees-Britse gemeenschappelijke verklaring. Gelijksoortige afspraken zijn gemaakt in Macau. Onder de mini-grondwetten hebben beide SARs een hoge mate van autonomie en genieten uitvoerende, wetgevende en onafhankelijke rechtelijke macht, waaronder ook een hoog rechtshof valt. Ze formuleren hun eigen monetaire en financiële regels, behouden hun eigen munteenheden, hebben eigen regels voor scholing, cultuur, sport, sociale uitkeringen en zo voorts. Alles binnen het raamwerk van de basiswet. 
Zoals benadrukt door de basiswet mogen afgevaardigden van de regeringen van de SARs deelnemen aan diplomatieke onderhandelingen die direct effect hebben op de regionen. Wel is het zo dat de Chinese regering verantwoordelijk is voor de buitenlandse zaken en de militaire verdediging van de SARs. Ook mogen de SARs deelnemen aan internationale organisaties die niet enkel invloed hebben op een staat in de vorm Hongkong, China en Macau, China. Als onafhankelijke economische entiteiten zijn zowel Hongkong als Macau lid van de Wereldhandelsorganisatie. Hongkong is ook een van de leden van APEC.
De basiswet van Hongkong voorziet ook in grondwettelijke bescherming van een aantal fundamentele mensenrechten en vrijheden. Om specifiek te zijn, het internationaal verdrag inzake burgerrechten en politieke rechten, het internationaal verdrag inzake economische, sociale en culturele rechten en het internationaal arbeidsrecht verdrag. Deze zijn uitgevoerd onder artikel 39 van de basiswet van Hongkong en de Hongkong Bill of Rights Ordinance, wat onder gebracht is in hoofdstuk 383 van de wet van Hongkong. 
Desalniettemin vinden zowel de regering van China als de regering van Hongkong dat het principe succesvol is ingericht. Ze halen daarbij rapporten aan van de Verenigde Staten van Amerika en van het Verenigd Koninkrijk.
De staatsraad van China in Beijing onderhoudt de betrekkingen met de regering van Hongkong via het kantoor van de centrale regering in Hongkong. Voor Macau wordt het kantoor van de centrale regering in Macau gebruikt. De tegenhangers daarvan zijn het kantoor van de regering van de Hongkong SAR in Beijing en het kantoor van de regering van Macau in Beijing.

### Waarnemingen van de slijtage van de autonomie in Hongkong
Nadat het Verenigd Koninkrijk Hongkong overdroeg aan China in 1997, beloofde Beijing dat Hongkong vrij zou zijn om de eigen regering te kiezen. Het lijkt erop dat Beijing een ander idee heeft van wat vrije verkiezingen zijn dan de democratische beweging in Hongkong. Het leek er op dat de communistische partij van China vrije verkiezingen toe zou staan in Hongkong. Later bleek echter dat Hongkongers enkel mochten stemmen op een lijst van kandidaten die door Beijing geselecteerd zijn: een Nomenclatuur. Een van de redenen voor de 'paraplu'-demonstraties in 2014 was dat Beijing deze belofte van volledig vrije verkiezingen in 2017 had verbroken. Daarom eisten de mensen "echt algemeen kiesrecht".
Verschillende incidenten hebben de burgers van Hongkong ertoe aangezet om vragen te stellen over de belofte van een hoge mate van autonomie voor Hongkong van de regering van China. Sommige internationale observanten en mensenrechten organisaties hebben twijfels uitgesproken over de toekomst van de politieke vrijheden in Hongkong. In het jaar na de overdracht lieten onderzoeken nog zien dat de burgers in hoge mate tevreden waren met de handen-af-van relatie tussen Beijing en de voormalige kolonie.
In het tweede jaar na de overdracht passeerde de voorlopige wetgevende raad wetten die verblijfsrechten beperkten. Dat leidde tot een rechtszaak tegen de regering, die eindigde met een verlies voor de regering in het hooggerechtshof in 1999. De regering bracht de zaak toen naar het congres in China. De gevestigde wettelijke macht uitte afkeuring van het artikel die Martin Lee beschreef als "het weggeven" van Hongkongs autonomie met een stille tocht. Opinie peilingen lieten zien dat het voorval de burgers het vertrouwen in de regering had doen verliezen, ondanks het feit dat de meesten het eens waren met de positie van de regering en niet met die van het hooggerechtshof.
De voorstellen in artikel 23 van de basiswet van Hongkong uit 2003 (die teruggetrokken werd door massale oppositie) werden verdacht van het ondermijnen van de vrijheid van meningsuiting en de persvrijheid. In 2007 besloot de Staande commissie van het nationale volkscongres dat in 2017 volledig vrije verkiezingen voor de Chief Executive ingevoerd mag worden:
The election of the fifth Chief Executive of the Hong Kong Special Administrative Region in the year 2017 may be implemented by the method of universal suffrage, that after the Chief Executive is selected by universal suffrage, the election of the Legislative Council of Hong Kong Special Administrative Region may be implemented by the method of electing all members by universal suffrage.
Op 10 juni 2014 gaf Beijing een nieuw rapport uit: The Practice of the "One Country, Two Systems" Policy in the Hongkong Special Administrative Region. Daarin concludeert Beijing de autoriteit over het gebied te hebben. Dit leidde tot kritiek van veel mensen in Hongkong, die zeiden dat de communistische regering verzaakte in de belofte om het "één land, twee systemen"-principe te handhaven.
Tijdens de 'paraplu'-demonstraties in 2014 eisten studenten meer politieke vrijheid in een onmiddellijke reactie op de beslissing van de Staande commissie van het nationale volkscongres (beslissing 831). De deelnemers eisten keuzevrijheid, stemrecht, democratie en, vooral, deelname aan de verkiezingen van het hoofd van de regering van Hongkong. De naam "paraplu beweging" ontstond omdat de studenten zich met paraplu's beschermden tegen de pepperspray van de politie. Daardoor werden paraplu's het symbool van deze beweging. In 2016 werden Joshua Wong, Alex Chow en Nathan Law, studenten-leiders van de demonstraties, aangeklaagd voor hun rollen in de demonstraties en schuldig bevonden. 
Ook in 2019 zijn massademonstraties (1,7 miljoen demonstranten op 11 en 18 Augustus) uitgebroken. Terwijl de demonstraties aan het begin gingen om protest tegen een uitleveringswet, zijn de demonstraties uitgelopen op demonstraties voor het algemeen kiesrecht en wordt het aftreden van Carrie Lam, de Chief Executive, geëist.

#### Zaak van de Causeway Bay-boekverkopers
De verdwijningen van vijf werknemers van Causeway Bay Books - een onafhankelijke uitgever en boekenwinkel - tussen oktober tot december 2015 leidde heel snel tot internationale kritiek omdat iedereen dacht aan grensoverschrijdende ontvoeringen. Alhoewel ten minste twee van de werknemers in China verdwenen en een in Thailand, was ook een werknemer voor het laatst in Hongkong gezien, maar die was blijkbaar op de een of andere manier over land de grens naar China (in Shenzhen) over gegaan zonder paspoort. De nooit eerder geziene verdwijning van een persoon in Hongkong, en de bizarre gebeurtenissen die ermee te maken hadden, schokten de stad. Ook gaf het vorm aan internationale zorgen over de vermoede ontvoering van burgers van Hongkong door de Chinese politie en hun "buitengewone uitleveringsrecht", waarmee meerdere artikelen van de basiswet van Hongkong en het "één land, twee systemen"-principe verbroken werden. Later dat jaar werd bevestigd dat de vijf verdwenen mensen in China zijn vastgehouden. De meesten waren ondertussen al weer in Hongkong opgedoken en hadden hun vermissing bij de politie in Hongkong afgemeld.
Op 16 juni 2016, vlak nadat hij terug was in Hongkong, gaf Lam Wing-Kee een lange persconferentie waarin hij de details van de omstandigheden van zijn acht maanden lange gevangenschap uitlegde. Hij beschreef hoe zijn bekentenis en de bekentenissen van zijn werknemers door de Chinese politie gedicteerd werd en voor een podium opgenomen moest worden. Lam impliceerde dat er een "centraal onderzoeksteam" mee gemoeid was, dat onder direct bevel van de hoogste leiders in Beijing valt. Zijn onthullingen schokten Hongkong en haalden overal ter wereld de kranten, waardoor een heel salvo aan ontkenningen van de Chinese regering en haar achterban geuit werd.

#### Verbod op de Nationale Partij van Hongkong
Op 17 juli 2018 liet de politie van Hongkong weten dat ze de Nationale Partij van Hongkong wilden verbieden, op grond van opruiing ten opzichte van de integriteit van de Chinese gebieden. De partij en de voorzitter Andy Chan begonnen een zaak om niet buiten de wet gesteld te worden. Tien dagen later verbood de minister van veiligheid John Lee op 24 september 2018 officieel de partij om redenen van nationale veiligheid
. Zoiets was tot op dat moment ongehoord in Hongkong.
Iedereen die lid was van de partij, of die op enige wijze de partij steunde, liep het risico om een boete te krijgen of om gevangenisstraf te krijgen van maximaal twee jaar. Wat "steun bieden aan" de partij precies inhield werd niet duidelijk. Chans advocaten vroegen aan het gerechtshof of hulp in de rechtszaal daar ook onder viel, maar daar werd geen garantie voor gegeven.

#### Geschil met Victor Mallet
In augustus 2018 ontstond er controverse toen FCC een lunchgesprek met Andy Chan uitzond (voorzitter van de nationale partij van Hongkong). Victor Mallett, vice-voorzitter van de persgroep leidde het gesprek. De regeringen van Hongkong en China hadden opgeroepen om dit gesprek niet uit te zenden, omdat het onderwerp van onafhankelijkheid blijkbaar een van de "laatste grenzen" met betrekking tot nationale veiligheid overschreed. Na een bezoek aan Bangkok kreeg Mallett geen werkvisum voor Hongkong meer. Mallett werd vier uur lang ondervraagd door de immigratiedienst toen hij zondag 7 oktober terugkwam uit Thailand. Uiteindelijk mocht hij Hongkong weer in, maar ditmaal slechts 7 dagen met een toeristisch visum. 
Omdat een officiële verklaring uitbleef, wordt de weigering van een werkvisum gezien als "wraak" voor zijn rol in de uitzending van het gesprek met Andy Chan, die FCC toch uitgezonden heeft Minister van Veiligheid John Lee houdt vol dat Mallet niet geweigerd wordt vanwege persvrijheid, maar heeft geen verklaring gegeven waarom het dan wel was. Het incident heeft woedende gesprekken veroorzaakt over het beperken van de vrijheden die beschermd zouden worden door de Chinees-Britse gezamenlijke verklaring onder "Een land, twee systemen.

### Achtergrond in de context van Macau
Macau was een kroonkolonie van Portugal. Het werd 442 jaar lang geregeerd door een gouverneur, vanaf 1557 tot 1999, behalve 4 jaar tijdens de tweede wereldoorlog. Toen was Macau bezet door Japan. In 1999 werd de soevereiniteit overgedragen aan China. China moest wel voldoen aan enkele voorwaarden, zoals opgesteld in de gezamenlijke verklaring inzake Macau. Bijvoorbeeld het opstellen en aannemen van Macaus basiswet, een soort mini-grondwet. Net zoals bij Hongkong zorgt de basiswet ervoor dat Macau het eigen kapitalistische economische systeem, en de eigen munteenheid (de Macause pataka) kan behouden. Ook het wettelijke systeem (gebaseerd op de Portugese burgerlijke wet), wetgevende raad en de rechten en vrijheden van mensen worden vijftig jaar behouden, als een Speciale Administrative Regio (SAR) van China. De huidige overeenkomst heeft Macau toegestaan om als een individuele entiteit te functioneren, in plaats van als onderdeel van China, bij veel internationale aangelegenheden, zoals de wereldhandelsorganisatie en de Olympische Spelen. In 2049 zal deze overeenkomst verjaren.
Omdat Macau een eigen munteenheid heeft, is de Chinese renminbi geen wettelijk betaalmiddel in Macau. De pataca is ook geen wettelijk betaalmiddel in China. Door deze overeenkomst is een visum of een vergunning vereist om de grens tussen Macau en China over te steken. Mensen in Macau hebben meestal liever het SAR-paspoort van Macau dan een Chinees paspoort. Net zoals Hongkong zijn de officiële talen een belangrijk onderscheid tussen Macau en China. Men spreekt Portugees en Kantonees in Macau en men spreekt Mandarijn in China. Ook is de geschiedenis van Macau belangrijk in de onderscheiding met China. De Chinese regering beheert Macaus buitenlandse zaken en de wettelijke interpretatie van de basiswet.

## Taiwan
Het systeem is ook voorgesteld door de Chinese regering voor Taiwan, maar dat heeft China uiteindelijk afgewezen. Het wordt ook gezegd dat het systeem in eerste instantie ontworpen is voor Taiwan en de hereniging met China. Preciezer, er zijn ook speciale voorzieningen voorgesteld voor het behoud van het Taiwanese leger door de communistische partij van China. Dit in tegenstelling tot de regionen Macau en Hongkong, die door het Chinese leger beschermd worden. Alle grote partijen in Taiwan (ook degenen die de Chinese Hereniging wel zien zitten) zijn sterk tegen het "één land, twee systemen"-principe. Sommigen stelden in de plaats daarvan "een land, twee regeringen" voor. Maar dat werd direct door China afgewezen. Een van de Taiwanezen die publiekelijk voor het "één land, twee systemen"-principe is heet Li Ao, een in China geboren romanschrijver.
Alhoewel het "één land, twee systemen"-principe garandeert dat Hongkongs economische en politieke systemen niet zullen veranderen tot vijftig jaar na de overhandiging door de Britten in 1997, heeft de "Raad voor Chinese Zaken" 218 voorvallen gerapporteerd (tussen 1997 en 2007) waarbij sprake is van het breken van de rechten van Hongkong inzake het eigen leiderschap en sterk bemiddelend opgetreden in het rechtelijke systeem en de vrijheid van meningsuiting.
Sinds het aantreden van Hu Jintao als algemene minister van de Communistische Partij van China op 15 november 2002, is de Communistische Partij van China gestopt met het stimuleren van onmiddellijke hereniging via het "één land, twee systemen"-principe. Het is wel de officiële politiek gebleven. Het "één land, twee systemen"-raamwerk werd niet genoemd in de "anti-afscheidingswet", die op 14 maart 2005 aangenomen werd om de toen groeiende onafhankelijkheidsbeweging van Taiwan tegen te houden. Een nieuwe politiek van geleidelijke economische integratie en politieke uitwisselingen heeft de voorkeur sinds de "consensus van 1992": deze nieuwe politiek werd benadrukt tijdens de "Pan-Blue bezoeken aan China" in april 2005, maar ook door "straat-overstekingen" die daarna volgden, zeker toen de pro-herenigingspartij Kuomintang de Taiwanese verkiezingen van 2008 won. Tijdens zijn bezoek aan Beijing in maart 2012 stelde voormalig Kuomintang voorzitter Wu Po-hsiung het '"een land, twee gebieden"-raamwerk voor om de "inter-straat-relaties" te bepalen. Tijdens de toespraak op de nationale China dag van 10 oktober 2013, sprak president Ma Ying-jeou het volk toe en verklaarde daarin dat de mensen aan beide kanten van de Straat van Taiwan etnisch Chinees zijn en dat de "inter-straat-relaties" daarom niet internationale relaties zijn. Door de groeiende pro-onafhankelijkheidsdruk van de Democratische Progressieve Partij om "inter-straat-ontwikkelingen" aan te gaan verzachtte de DPP eindelijk de standpunten met betrekking tot de Taiwanese onafhankelijkheidsbeweging toen de voormalig voorzitter een bezoek bracht aan China van 4 tot 8 oktober 2012. Het was een baanbrekend bezoek van de belangrijkste persoon in de DPP, maar hij gaf wel te kennen dat zijn bezoek een privé aangelegenheid was en niet politiek was. De DPP richtte het Chinese aangelegenheden committee op 21 november 2012  op en stelde een "breed één China raamwerk" ((zh) ) voor op 27 mei 2014.

## Vergelijking met voorstellen voor Tibet
In 1951 kwam een eind aan de de facto onafhankelijkheid van Tibet. Onder militaire dreiging en immense druk van China werd daartoe het Zeventien Punten Akkoord getekend. In de Chinese optiek was dit de formele vastlegging van de vrijwillige terugkeer van Tibet naar het moederland en de de bevrijding van het gebied van imperialistische krachten. Onderdeel van het Zeventien Puntenakkoord waren een aantal bepalingen die inhielden dat in het tot 1951 door de regering in Lhasa beheerste gebied, Centraal-Tibet, de op dat moment bestaande sociale ordening en structuur voorlopig zou worden gehandhaafd. Mao Zedong (1893–1976) hoopte op die manier de Tibetaanse elite te committeren aan de nieuwe situatie. Globaal kan worden gesteld  dat de Chinese politiek om de Tibetaanse elite op die wijze aan zich te binden in Centraal-Tibet tot aan 1959 heeft standgehouden. Het was ook deze elite, de adel in Tibet en hoogste geestelijkheid, die het meest te verliezen zou hebben bij fundamentele wijziging van de toen bestaande sociale ordening.
Het Zeventien Puntenakkoord was echter niet van toepassing op de Tibetaanse gebieden in Amdo en het grootste deel van Kham. De Tibetaanse regering in Lhasa had voor 1951 ook geen bestuurlijke macht over deze gebieden gehad. Het grootste deel van Kham was in 1724  politiek en administratief onderdeel gemaakt van de provincie Sichuan. In 1728 werd het gebied van Amdo politiek en administratief onderdeel gemaakt van de toenmalige Chinese provincie Gansu. (Bij een provinciale herindeling in 1928 werd de provincie Qinghai gecreëerd en ging Amdo deel uitmaken van die provincie.)
In 1953 lanceerde de communistische partij haar eerste vijfjarenplan. Het plan beoogde onder meer een radicale hervorming van de landbouwproductie. Land zou moeten worden gecollectiviseerd met het doel de oude hiërarchie van landeigenaren en landloze boeren om te vormen naar coöperatieve vormen, de voorlopers van de latere communes. Dit soort maatregelen stuitte in Kham gelijk op weerstand. Al in 1955 was er sprake van gewapend verzet tegen de Chinezen. Begin 1958 begon het Chinese leger een offensief tegen de opstandige Khampa's. Door het geweld werden steeds grotere aantallen Khampa's gedwongen hun toevlucht te zoeken in Centraal-Tibet. In begin 1959 waren er enkele tienduizenden vluchtelingen uit Kham in Lhasa en omgeving. Het straatbeeld in Lhasa en omgeving werd in belangrijke mate bepaald door gewapende Khampastrijders. Deze explosieve situatie leidde tot de opstand van 1959. Tibetologen en historici (Matthew Kapstein, Sam van Schaik en vooral Tsering Shakya) hebben de beweging de eerste opstand van het "gewone volk" in Tibet genoemd. In hun waardesysteem stond de positie van de dalai lama centraal. De uitholling van zijn positie in de jaren daarvoor werd door hen gezien als bedreiging van en aanval op het Tibetaans boeddhisme zelf, de kern van hun identiteit. De massa was in de eerste plaats tegen de Chinese bezetting. Het werd echter ook snel een opstand tegen de – in hun ogen met de Chinezen collaborerende – Tibetaanse elite. Enkele Tibetaanse ministers werden gedood en huizen en bezittingen van andere leden van de Tibetaanse elite werden vernield. De dalai lama vertrok onder begeleiding van troepen Khampa’s naar India en daarmee in de ballingschap. Vanaf dat moment werd ook de sociale ordening In Centraal-Tibet fundamenteel gewijzigd. 
Na het eind van de Culturele Revolutie was de economische en materiële situatie in Tibet erbarmelijk. In 1980 onderzocht Hu Yaobang (1915–1989) de situatie in het gebied. Hij beschreef de Chinese politiek in Tibet van de laatste twee decennia als een ramp. Er kwamen besprekingen tot stand met vertegenwoordigers van de Tibetaanse regering in ballingschap die tot in 1986 geduurd hebben, maar uiteindelijk geen resultaat hadden.
In 1982 werd door de dalai lama een eigen voorstel geformuleerd. Centraal daarin stond de unificatie van Centraal-Tibet, Amdo en Kham – tezamen ongeveer 25% van het Chinese grondgebied – tot één enkele bestuurlijke en politieke eenheid met een hoge mate van autonomie.  Dit gebied zou dan dezelfde status krijgen als Hongkong na de overdracht door Groot-Brittannië aan China. De dalai lama verwees bij de presentatie van dit voorstel ook naar het principe van  "één land, twee systemen". Dit voorstel werd door de Chinezen verworpen.  Een van de motivaties was dat "één land, twee systemen" ontworpen was voor het kapitalistische sociale systeem van Hongkong en Macau en dit in Tibet nooit heeft bestaan. Het voorstel is nog steeds in formele zin voor de Tibetaanse regering in ballingschap het politieke uitgangspunt.

## "Eén land, twee systemen"-voorstellen voor andere landen
Muhammad Cohen, die voor Asia Times schrijft, suggereert dat het "één land, twee systemen"-principe een mogelijke oplossing kan bieden voor het Israëlisch-Palestijns conflict.
Noord-Korea stelt voor om het "één land, twee systemen"-principe te gebruiken om Koreaanse Hereniging te bewerkstelligen door een confederatie van twee systemen in een land. China heeft dat idee ook gesteund. Het verschil tussen de Koreaanse motivatie en de Chinese motivatie is dat Noord-Korea twee aparte regeringen in stand wil blijven houden, terwijl China geleidelijke eenwording nastreeft, omdat het stabiliteit in het Koreaanse schiereiland brengt door een centrale regering.
De Ierse minister van buitenlandse zaken en handel Simon Coveney zei dat de regeling die Hongkong aan China bindt een mogelijke oplossing kan zijn om het lot van Noord-Ierland aan te pakken na de Brexit. De grens tussen EU-lid Ierland en het door de Britten geregeerde Noord-Ierland is een steeds grotere zorg aan het worden in de scheidingsgesprekken met de Britten. Dublin eist dat het grensgebied helemaal open blijft, om zo het Noord-Ierse vredesproces niet in de weg te zitten.